# Aachenosaurus
Aachenosaurus is de naam die door de abbé Gerard Smets in 1888 gegeven werd aan twee vermeende kaakfragmenten van een dinosauriër die door hem gevonden waren in Neutraal Moresnet, een neutrale zone in de buurt van Aken. Vandaar de geslachtsnaam: "reptiel van Aken". De typesoort is Aachenosaurus multidens.
De soortaanduiding verwees naar de vele tanden die men meende waar te nemen: multidens betekent "veeltandig". Smets dacht zelfs te kunnen zien dat het een soort hadrosauriër betrof. In werkelijkheid ging het echter om twee stukken versteend hout, zoals Louis Dollo nog hetzelfde jaar aantoonde, tot grote ontsteltenis van Smets die zich uit de paleontologie terugtrok. Aachenosaurus is dus een nomen dubium. Dit soort vergissingen was in de negentiende eeuw, toen men snel was met het geven van namen en de onderzoeksmethoden nog primitief waren, bepaald niet zeldzaam.